# Exhaust Heat
Exhaust Heat (エキゾースト・ヒート? "Exhaust Heat") är ett spel från 1992 till Super Nintendo Entertainment System som simulerar säsongen och karriären för en Formel 1-förare. Man kan köra på de racerbanor som användes under Formel 1-säsongen 1992. Realistiska reklamskyltar där publiken sitter nära något felstavade sponsorskyltar; censur på mild level nivå då några sponsorer är tobaks och alkohol-relaterade. Spelet använder Mode 7 för att ge perspektiv från banan och bakgrunden. 
Spelaren har ett begränsat antal pengar att lägga ner på sin racerbil innan man kvalar in och försöker vinna loppet. Förbättringar kan köpas med pengarna. Precis som dåtida Formel 1-regler tilläts inte omtankning; och depåstopp används bara för att reparera skador på bilen. Skador efter loppen förekommer som straff om man slutför loppet med en skadad. Även en mindre buckla kan bli dyr för en nykomling. Total skada kan tvinga spelaren att avsluta loppet. Förutom i Japan, släpptes spelet även i Europa och Nordamerika som F1 ROC: Race of Champions. Spelaren kan välja mellan att dölja sin statistik (och se mer av bakgrunden) eller visa den för att se om spelaren vinner eller inte.